# نظرية التدخل
نظرية التدخل عبارة عن مصطلح يستخدم في الدراسات الاجتماعية والسياسة الاجتماعية للإشارة إلى مشكلات اتخاذ القرارات للتدخل بشكل فعال في موقف من أجل تأمين الحصول على النتائج المرغوب فيها. وتتعامل نظرية التدخل مع السؤال المتعلق بالتوقيت المفضل لعدم التدخل، والتوقيت المفضل للتدخل. كما أنها تنظر كذلك في فاعلية الأنواع المختلفة من التدخل. ويستخدم هذا المصطلح في مجموعة من الممارسات الاجتماعية والطبية، بما في ذلك الرعاية الصحية، وحماية الأطفال وفرض القانون. كما يستخدم كذلك في دراسات الأعمال.
وضمن نظرية التمريض، تدخل نظرية التدخل في نطاق أكبر لنظريات الممارسة. فبرنز وجووف يوضحان أنها توجه تنفيذ عمليات تدخل تمريضية محددة وتوفر تفسيرات نظرية لكيفية وسبب كون التدخل فعالاً فيما يتعلق بمشكلة رعاية خاصة لمريض ما. ويتم اختبار هذه النظريات من خلال برامج بحثية للتحقق من فاعلية التدخل فيما يتعلق بالتعامل مع المشكلة.
ويستخدم التدخل بشكل متزايد في أوساط مهنة الإدمان لمساعدة الشخص الذي يشارك في سلوك يدمر الذات على قبول المساعدة العلاجية.
في نظرية وأسلوب التدخل، يقول كريس أرجيريس إنه فيما يتعلق بتنمية المنظمات، فإن التدخل الفعال يعتمد على المعرفة المناسبة والمفيدة والتي توفر مجموعة من الخيارات المعرفة بشكل واضح وإن الهدف يكمن في وجوب التزام أكبر عدد ممكن من الأشخاص بالخيار المحدد والشعور بالمسئولية تجاهه. وبشكل إجمالي، فإن التدخلات يجب أن تؤدي إلى خلق موقف يؤمن فيه القائمون على التنفيذ بأنهم يعملون للتأثير على القرارات من الداخل وليس من الخارج.